# Saint-Mard (Somme)
Saint-Mard település Franciaországban, Somme megyében. Lakosainak száma 157 fő (2022. január 1.). Saint-Mard Dancourt-Popincourt, L’Échelle-Saint-Aurin, Laucourt, Roye és Villers-lès-Roye községekkel határos.

## Népesség
A település népessége az elmúlt években az alábbi módon változott:
| Lakosok száma | 198  | 180  | 174  | 165  | 159  | 155  | 156  | 156  | 157  |
|               | 2013 | 2015 | 2016 | 2017 | 2018 | 2019 | 2020 | 2021 | 2022 |